# Sondages sur les élections fédérales mexicaines de 2018
 (mai 2020).
Des sondages d'opinion ont lieu avant les élections fédérales mexicaines de 2018.
Neuf partis politiques sont enregistrés lors de ces élections, dont le Parti Révolutionnaire Institutionnel (PRI), le Parti de l'Action Nationale (PAN), le Parti de la Révolution Démocratique (PRD), et le nouvellement formé Mouvement de regénération nationale (Morena).

## Coalitions

### Todos por México (Tous pour le Mexique)
Le PRI, qui a assuré la présidence de 1929 à 2000 et est actuellement au pouvoir avec le président Peña Nieto, est principalement un parti de centre-droit. Il dispute les élections dans une coalition aux côtés du Parti vert écologiste du Mexique et du Parti nouvelle alliance sous  la coalition "Todos por México" ("Tous pour le Mexique").

### Por México al Frente (Pour le Mexique de l'avant)
Le PAN est un parti de droite démocratie-chrétien qui a exercé la présidence en 2 mandats de six années de 2000 à 2012.
Le PRD est né au sein de l'aile gauche du PRI en 1986 ayant créé le Front démocratique national (Démocratique Actuel) avant de faire une scission. La présidence lui a échappé de peu en 2006. Étonnamment, le PRD a décidé de former une coalition avec la droite PAN, et ils se présentent aux élections aux côtés du Mouvement des Citoyens dans une coalition appelée "Por México al Frente" ("Pour le Mexique, de l'Avant"),,,.

### Juntos Haremos Historia (Ensemble, nous ferons l'histoire)
MORENA, créé en 2014 par Andrés Manuel López Obrador, aussi appelé AMLO, est un parti politique de gauche qui s'est séparé du PRD. Il candidate comme une coalition avec le Parti du travail (PT) et le Parti de la Réunion sociale (PES), appelée "Juntos Haremos Historia" ("Ensemble, nous ferons l'histoire").

## Par coalition
| Institut          | Date             | PAN · PRD · MC | MORENA · PT · PES | PRI · PVEM · NA |        | Autres | Aucun  | Non mentionné |
| ----------------- | ---------------- | -------------- | ----------------- | --------------- | ------ | ------ | ------ | ------------- |
| Mitofsky          | Juillet 2017     | 21.7%          | 16,7 %            | 15,9 %          | 5,5 %  | 3,0 %  | 37,2 % |               |
| Mitofsky          | Août 2017        | 21.2%          | 16,4 %            | 14,8 %          | 4 %    | 3,9 %  | 39,7 % |               |
| Parametría        | Septembre 2017   | 32%            | 23 %              | 15 %            | 14 %   | 16 %   |        |               |
| Reforma           | Septembre 2017   | 24 %           | 31%               | 28 %            | 8 %    |        |        |               |
| México Elige      | Octobre 2017     | 22,5 %         | 36.1%             | 21,8 %          | 11,4 % | 8,2 %  |        |               |
| El Financiero     | Novembre 2017    | 18 %           | 24%               | 22 %            | 21 %   | 15 %   |        |               |
| El Economista     | Décembre 2017    | 23.1%          | 22,6 %            | 21,4 %          | 7,4 %  | 0,6 %  | 24,9 % |               |
| Parametría        | Janvier 2018     | 32 %           | 42%               | 26 %            | 12 %   | 18 %   |        |               |
| Arias Consultores | Janvier 2018     | 18,1 %         | 50.1%             | 15,5 %          | 6,5 %  | 9,8 %  |        |               |
| SABA              | 4-12 fév 2018    | 12,3 %         | 38.5%             | 10,3 %          | 11,3 % | 29 %   |        |               |
| Revista 32        | 15-16 fév 2018   | 18,1 %         | 46.2%             | 18,0 %          | 5,8 %  | 11,8 % |        |               |
| Revista 32        | 19-23 mar 2018   | 15,9 %         | 44.6%             | 17,8 %          | 6,6 %  | 15,1 % |        |               |
| Parametría        | 23-28 mar 2018   | 25 %           | 36%               | 20 %            | 7 %    | 5 %    | 5 %    | 2 %           |
| Revista 32        | 23-25 avril 2018 | 18,1 %         | 46.9%             | 13,6 %          | 4,1 %  | 17,3 % |        |               |

## Par candidats (janvier 2018-)

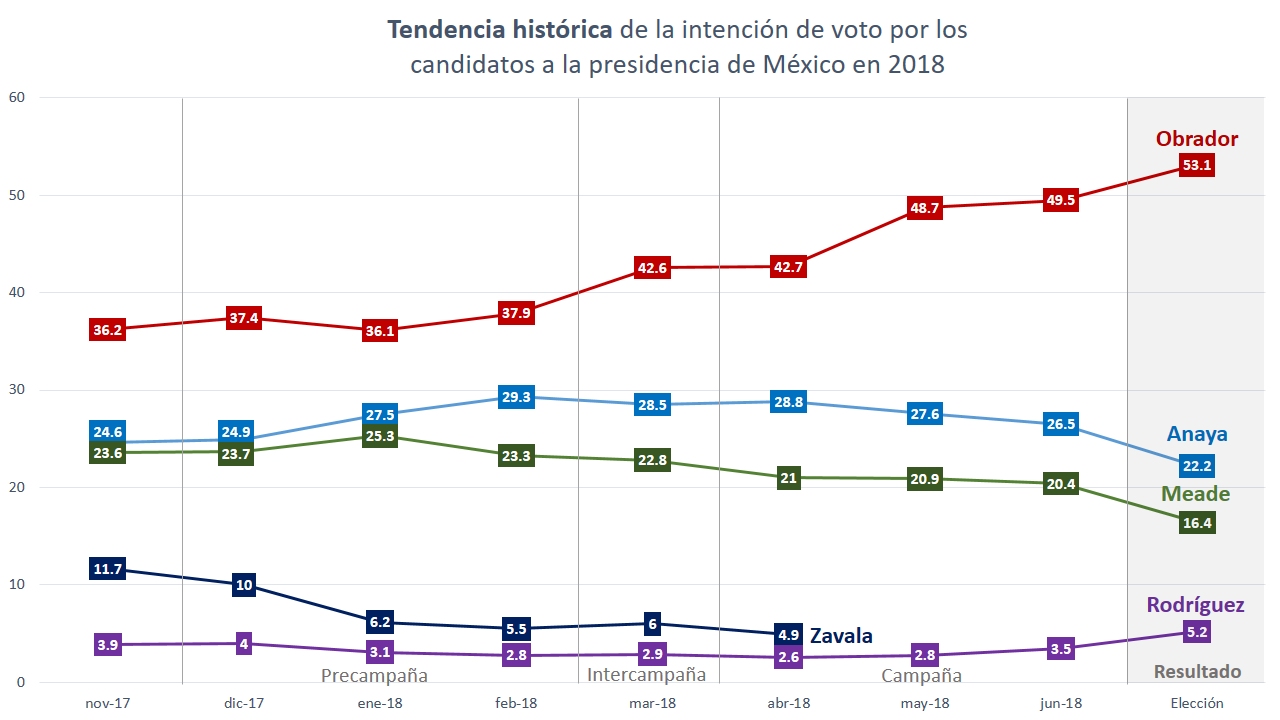
Tendance historique des intentions de vote pour les candidats à la présidence Mexicaine en 2018.

| Institut                | Date             | Obrador | Anaya   | Meade  | Zavala | Rodríguez | Other/None |
| ----------------------- | ---------------- | ------- | ------- | ------ | ------ | --------- | ---------- |
| Parametría              | January          | 31%     | 19 %    | 20 %   | 10 %   | 2 %       | 19 %       |
| SDP Noticias            | 7-9 Jan          | 38.1%   | 17,7 %  | 26,1 % | 7,9 %  | 2,9 %     | 7,3 %      |
| Mitofsky                | January          | 23.6%   | 20,4 %  | 18,2 % | 10 %   |           |            |
| Focus Asesores,         | January          | 47%     | 11 %    | 11 %   | 5 %    | 2 %       | 28 %       |
| Arias Consultores       | 23-25 Jan        | 56.2%   | 14,3 %  | 16,3 % | 6,5 %  | 2,5 %     | 4,1 %      |
| El Universal            | 19-25 Jan        | 32%     | 26 %    | 16 %   | 4 %    | 2 %       | 4,1 %      |
| El Financiero           | 27-31 Jan        | 38%     | 27 %    | 22 %   | 7 %    | 3 %       | 3 %        |
| Parametría              | 25 Jan-2 Feb     | 34%     | 23 %    | 18 %   | 7 %    | 2 %       | 16 %       |
| Mendoza Blanco          | 2-4 Feb          | 30%     | 26 %    | 16 %   | 3 %    | 2 %       | 23 %       |
| SDP Noticias            | 2-6 Feb          | 38.4%   | 19,5 %  | 25,7 % | 7,2 %  | 2,6 %     | 6,8 %      |
| Mitofksy                | 9-11 Feb         | 27.1%   | 22,3 %  | 18,0 % |        |           |            |
| Reforma                 | 8-11 Feb         | 33%     | 25 %    | 14 %   | 4 %    | 2 %       | 22 %       |
| SABA                    | 4-12 Feb         | 38.3%   | 12,5 %  | 10,3 % | 8,0 %  | 1,9 %     | 29 %       |
| Parámetro               | 9-11 Feb         | 30.5%   | 23,8 %  | 23,3 % | 3,9 %  | 2,0 %     | 16,5 %     |
| Fox News                | 9-11 Feb         | 40%     | 31 %    | 20 %   | 9 %    |           |            |
| Revista 32              | 15-16 Feb        | 48.2%   | 16,3 %  | 17,8 % | 4,2 %  | 2,5 %     | 10,9 %     |
| Massive Caller          | February         | 30.55%  | 24,78 % | 15,4 % | 7,23 % | 2 %       | 20,04 %    |
| El Pais                 | March            | 37.8%   | 29,2 %  | 23,8 % | 5,7 %  | 2,6 %     |            |
| Parametría              | 24 Feb-1 Mar     | 35%     | 21 %    | 16 %   | 10 %   | 5 %       | 13 %       |
| Bloomberg               | 8 March          | 42.2%   | 27,4 %  | 20,6 % | 4 %    | 1,6 %     |            |
| Indemerc                | 8-10 March       | 44.1%   | 15,1 %  | 10,9 % | 8,2 %  | 2 %       | 19,7 %     |
| El Financiero           | 9-14 March       | 42%     | 23 %    | 24 %   | 7 %    | 2 %       | 2 %        |
| Arias Consultores       | 19-23 March      | 47.8%   | 14,6 %  | 18,1 % | 6,2 %  | 13,2 %    |            |
| Parametría              | 23-28 March      | 38%     | 20 %    | 16 %   | 13 %   |           |            |
| Gii 360                 | 30 March-3 April | 43%     | 19 %    | 13 %   | 7 %    | 18 %      |            |
| Berumen y Asociados     | 3–5 April        | 42%     | 31,1 %  | 21,9 % | 5 %    |           |            |
| SDP Noticias            | 11–14 April      | 41.9%   | 19,7 %  | 22,7 % | 9 %    | 2,5 %     |            |
| Reforma                 | 12–15 April      | 48%     | 26 %    | 18 %   | 5 %    | 3 %       |            |
| Bloomberg               | 15 April         | 47.8%   | 26,6 %  | 17,9 % | 5,1 %  |           |            |
| SDP Noticias            | 25–28 April      | 41.4%   | 24,7 %  | 22,2 % | 4,8 %  | 3,1 %     | 3,8 %      |
| Revista 32              | 23–25 April      | 50.9%   | 17,8 %  | 13,5 % | 2,2 %  | 2,8 %     | 13,8 %     |
| La Silla Rota           | 25-28 April      | 45%     | 29 %    | 18 %   | 5 %    | 3 %       |            |
| Reforma                 | 26-30 April      | 48%     | 30 %    | 17 %   | 3 %    | 2 %       |            |
| Varela y Asociados      | 28 April- 4 May  | 47.5%   | 33,1 %  | 16,2 % | 1,7 %  | 1,4 %     |            |
| El Financiero           | 26 April- 2 May  | 46%     | 26 %    | 20 %   | 5 %    | 3 %       |            |
| Ipsos                   | 11-15 May        | 43%     | 24 %    | 16 %   | 2 %    | 15 %      |            |
| SDP Noticias            | 18-19 May        | 42.4%   | 25,8 %  | 24,2 % | 0,6 %  | 3,3 %     | 3,7 %      |
| Eje Central             | 21-22 May        | 49%     | 26 %    | 21 %   | 4 %    |           |            |
| Reforma                 | 24-27 May        | 52%     | 26 %    | 19 %   | 4 %    |           |            |
| Parametría              | 23-29 May        | 54%     | 24 %    | 17 %   | 3 %    | 2 %       |            |
| Varela y Asociados      | 30 May-4 June    | 50.6%   | 29,5 %  | 17,6 % | 2,2 %  |           |            |
| BGC                     | 31 May-4 June    | 47%     | 29 %    | 21 %   | 3 %    |           |            |
| De Las Heras Demotecnia | 10-13 June       | 50%     | 25 %    | 19 %   | 5 %    | 1 %       |            |
| Arias Consultores       | 13-15 June       | 62%     | 19,8 %  | 13,7 % | 3,3 %  |           |            |
| Reforma                 | 20-24 June       | 51%     | 27 %    | 19 %   | 3 %    |           |            |
| BGC                     | 22-25 June       | 49%     | 26 %    | 21 %   | 4 %    |           |            |
| El Financiero           | 15-23 June       | 54%     | 21 %    | 22 %   | 3 %    |           |            |

## Par candidats (avril–décembre 2017)
| El Financiero  | April 2017    | 29 %  | 32%    | 27 %   | 8 %    | 4 %    |        |        |       |        |
| El Universal   | April 2017    | 33%   | 27 %   | 13 %   | 6 %    | 4 %    |        |        |       |        |
| El Universal   | April 2017    | 32%   | 16 %   | 6 %    | 20 %   |        |        |        |       |        |
| El Universal   | April 2017    | 32%   | 26 %   | 6 %    | 13 %   |        |        |        |       |        |
| GEA-ISA        | June 2017     | 18%   | 6 %    | 4 %    | 2 %    | 7 %    | 5 %    | 4 %    |       |        |
| Reforma        | July 2017     | 31%   | 26 %   | 15 %   | 7 %    | 1 %    | 15 %   | 5 %    |       |        |
| Reforma        | July 2017     | 30%   | 26 %   | 14 %   | 6 %    | 5 %    | 1 %    | 14 %   | 4 %   |        |
| Reforma        | July 2017     | 30%   | 27 %   | 14 %   | 9 %    | 1 %    | 14 %   | 5 %    |       |        |
| Reforma        | July 2017     | 32%   | 17 %   | 8 %    | 17 %   | 1 %    | 20 %   | 5 %    |       |        |
| Reforma        | July 2017     | 33%   | 17 %   | 16 %   | 8 %    | 1 %    | 19 %   | 6 %    |       |        |
| El Financiero  | July 2017     | 30%   | 28 %   | 24 %   | 10 %   | 8 %    |        |        |       |        |
| Mitofsky       | August 2017   | 25.9% | 19,7 % | 14,8 % | 4,4 %  | 4,6 %  |        |        |       |        |
| Mitofsky       | August 2017   | 24.9% | 15,4 % | 5,2 %  | 3,8 %  | 20,5 % |        |        |       |        |
| Mitofsky       | August 2017   | 26.3% | 15,7 % | 4,5 %  | 4,9 %  | 19,8 % |        |        |       |        |
| Mitofsky       | August 2017   | 25.9% | 18,7 % | 5,1 %  | 5 %    | 13,6 % |        |        |       |        |
| Mitofsky       | August 2017   | 26.2% | 19,3 % | 5 %    | 4,5 %  | 12,8 % |        |        |       |        |
| Mitofsky       | August 2017   | 25.6% | 4,9 %  | 5,2 %  | 20,1 % | 13,1 % |        |        |       |        |
| México Elige   | October 2017  | 36.7% | 14,7 % | 19,6 % | 5,3 %  | 2,2 %  |        |        |       |        |
| Reforma        | November 2017 | 31%   | 8 %    | 2 %    | 19 %   | 17 %   | 1 %    | 10 %   | 12 %  |        |
| GCE,           | December 2017 | 27.8% | 9,7 %  | 6,3 %  | 4,2 %  | 9,2 %  | 21,5 % | 0,3 %  | 7,5 % | 13,5 % |
| Massive Caller | December 2017 | 27.2% | 9 %    | 9 %    | 18,1 % | 20,4 % | 4,3 %  | 18,2 % |       |        |

## Par parti politique
| Institut       | Date                  | PRI    | PAN     | PRD    | MORENA | PT    | PVEM  | MC    | NA     | PES   |        | Other  | No-one | Not mentioned |
| -------------- | --------------------- | ------ | ------- | ------ | ------ | ----- | ----- | ----- | ------ | ----- | ------ | ------ | ------ | ------------- |
| Parametría     | August 2015           | 29%    | 23 %    | 9 %    | 21 %   | 8 %   | 5 %   | 2 %   | 3 %    |       |        |        |        |               |
| GEA-ISA        | March 2016            | 33%    | 16 %    | 7 %    | 7 %    | 4 %   | 17 %  | 18 %  |        |       |        |        |        |               |
| Mitofsky       | March 2016            | 21.5%  | 16,4 %  | 10,8 % | 11,7 % | 0,6 % | 1,1 % | 1,8 % | 0,6 %  | 0,5 % | 4,3 %  | 14 %   | 16,7 % |               |
| Mitofsky       | May 2016              | 22.3%  | 18,6 %  | 8,7 %  | 12,1 % | 0,8 % | 1,2 % | 1,9 % | 0,7 %  | 0,9 % | 4,6 %  | 28,2 % |        |               |
| GEA-ISA        | June 2016             | 28%    | 19 %    | 5 %    | 11 %   | 6 %   | 11 %  | 21 %  |        |       |        |        |        |               |
| El Financiero  | June 2016             | 29%    | 28 %    | 8 %    | 19 %   | 1 %   | 3 %   | 2 %   | 3 %    | 1 %   | 6 %    |        |        |               |
| Mitofsky       | July 2016             | 19.6   | 20%     | 8,1 %  | 12,2 % | 1,1 % | 1,3 % | 1,9 % | 1 %    | 1,1 % | 2,8 %  | 30,9 % |        |               |
| Reforma        | August 2016           | 22 %   | 27%     | 6 %    | 18 %   | 5 %   | 3 %   | 11 %  | 8 %    |       |        |        |        |               |
| GEA-ISA        | September 2016        | 22 %   | 23%     | 8 %    | 9 %    | 7 %   | 15 %  | 15 %  |        |       |        |        |        |               |
| Parametría     | September 2016        | 27 %   | 30%     | 10 %   | 21 %   | 2 %   | 5 %   | 1 %   | 2 %    | 2 %   | 3 %    |        |        |               |
| Mitofsky       | September 2016        | 19,5 % | 20.2%   | 7,8 %  | 12,1 % | 1,1 % | 1,3 % | 1,6 % | 0,9 %  | 1 %   | 3,3 %  | 31,2 % |        |               |
| El Financiero  | November 2016         | 28 %   | 29%     | 11 %   | 18 %   | 5 %   |       |       |        |       |        |        |        |               |
| Reforma        | December 2016         | 22 %   | 27%     | 5 %    | 22 %   | 3 %   | 5 %   | 11 %  | 5 %    |       |        |        |        |               |
| Massive Caller | January 2017          | 12,8 % | 20,48 % | 5,5 %  | 21.68% | 1,6 % | 8,5 % | 5,2 % | 23,9 % |       |        |        |        |               |
| Reforma        | January 2017          | 17 %   | 24 %    | 10 %   | 27%    | 2 %   | 4 %   | 10 %  | 6 %    |       |        |        |        |               |
| El Financiero  | February 2017         | 22 %   | 25%     | 9 %    | 25%    | 3 %   | 3 %   | 3 %   | 3 %    | 1 %   | 6 %    |        |        |               |
| Mitofsky       | February 2017         | 13 %   | 18.8%   | 5,1 %  | 15,9 % | 0,8 % | 1,4 % | 1,7 % | 1,1 %  | 0,7 % | 3,0 %  | 38,5 % |        |               |
| México Elige   | February 2017         | 12,4 % | 21,0 %  | 1,2 %  | 36.9%  | 0,2 % | 0,4 % | 3 %   | 0,5 %  | 0,6 % | 14,5 % |        |        |               |
| GEA-ISA        | March 2017            | 19 %   | 20%     | 7 %    | 15 %   | 5 %   | 17 %  | 18 %  |        |       |        |        |        |               |
| El Financiero  | April 2017            | 28 %   | 29%     | 10 %   | 21 %   | 1 %   | 3 %   | 2 %   | 1 %    | 1 %   | 4 %    |        |        |               |
| Excelsior      | April 2017            | 19 %   | 21 %    | 8 %    | 26%    | 2 %   | 24 %  |       |        |       |        |        |        |               |
| El Universal   | April 2017            | 13 %   | 27 %    | 6 %    | 33%    | 4 %   |       |       |        |       |        |        |        |               |
| El Universal   | April 2017            | 13 %   | 23 %    | 6 %    | 24%    | 3 %   | 4 %   | 4 %   | 4 %    | 2 %   | 17 %   |        |        |               |
| Parametría     | January 2018          | 25 %   | 24 %    | 5 %    | 30%    | 12 %  | 18 %  |       |        |       |        |        |        |               |
| SDP Noticias   | 2-6 Feb 2018          | 20,6 % | 13,6 %  | 2,8 %  | 36.0%  | 1,1 % | 2,7 % | 3,1 % | 2,4 %  | 1,3 % | 11,2 % | 5,4 %  |        |               |
| SABA           | 4-12 Feb              | 9,4 %  | 9,9 %   | 1,7 %  | 30.4%  | 0,4 % | 0,8 % | 1,6 % | 0,1 %  | 8,4 % | 0,6 %  | 15,7 % | 16,8 % |               |
| Parametría     | 23-28 Mar             | 15 %   | 15 %    | 5 %    | 29%    | 3 %   | 2 %   | 3 %   | 3 %    | 1 %   | 6 %    | 1 %    | 2 %    | 15 %          |
| Gii 360        | 30 March-3 April 2018 | 12 %   | 14 %    | 2 %    | 34%    | 1 %   | 1 %   | 2 %   | 1 %    | 1 %   | 6 %    | 26 %   | 26 %   | 26 %          |